# Raimondi-Stele
Die Raimondi-Stele ist ein quaderförmiger Monolith aus der späten Chavín-Kultur (Schwarz-Weiß-Phase, ca. 900–550 v. Chr.) der auf der Frontseite ein mythisches Mischwesen darstellt, wahrscheinlich eine frühe peruanische Gottheit. Sie steht heute im Museo Nacional de Arqueología, Antropología e Historia del Perú in Lima.

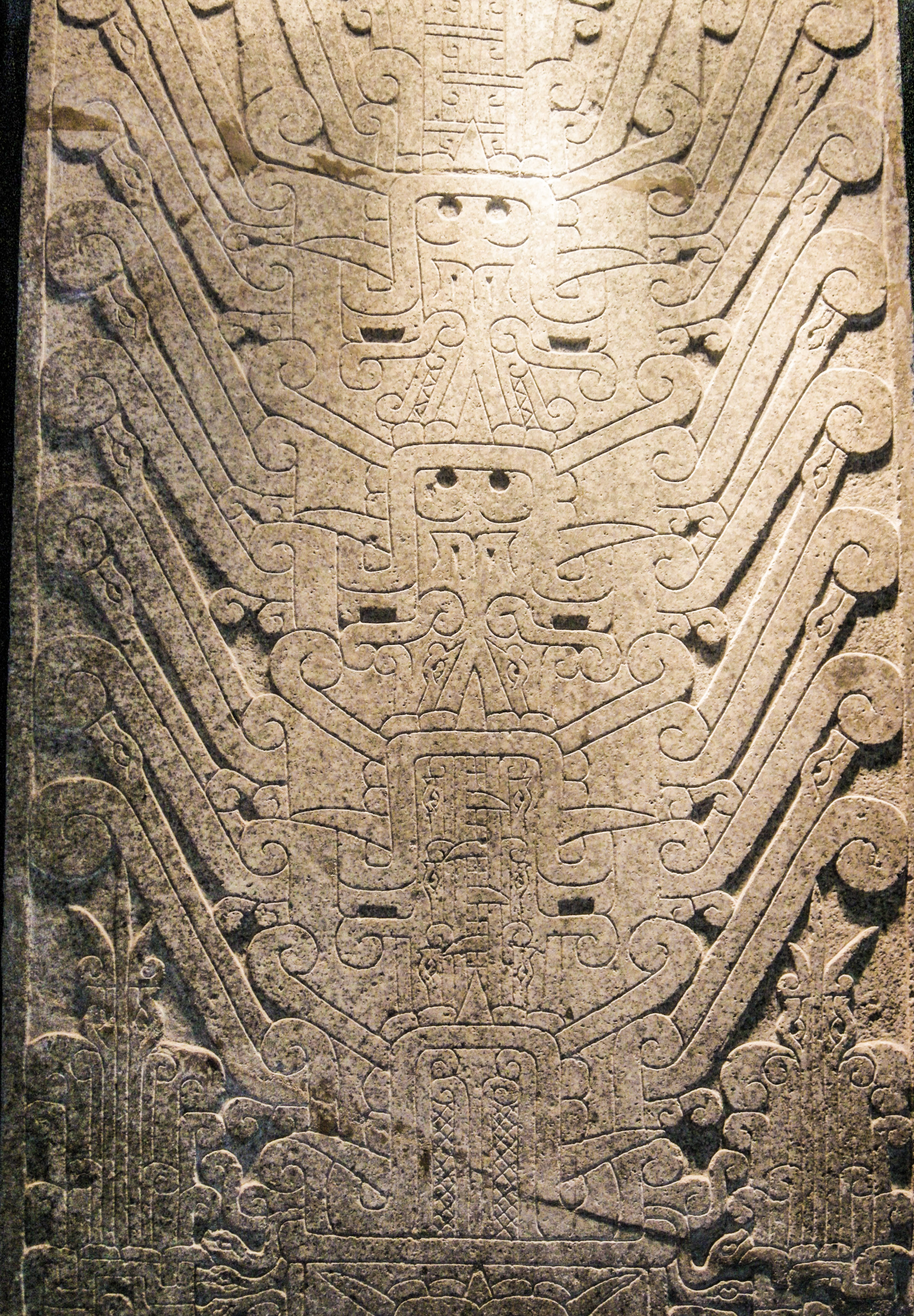
Raimondistele (Teilansicht)

## Entdeckungsgeschichte
Die Stele ist nach dem aus Mailand stammenden Italiener Antonio Raimondi (1826–1890) benannt, der den größten Teil seines Lebens als Naturforscher, Chemiedozent und Autor von rund 50 Fachpublikationen in Peru verbrachte. Er beteiligte sich an der Erstellung der ersten zuverlässigen Landkarte des Gebiets, dem im Jahr 1865 erschienenen Atlas geográfico del Perú und wurde insbesondere für sein Hauptwerk El Perú (1874) bekannt. Bei seinem Besuch in Chavín de Huántar hatte Raimondi den als Tisch genutzten Stein um das Jahr 1860 in einem Privathaus gesehen (entdeckt hatte ihn 1840 ein Bauer in einem seiner Äcker nahe dem Tempel) und 1873 in einer Publikation die kulturelle Bedeutung dieses Kunstwerks hervorgehoben. Gemäß seiner Empfehlung wurde die Stele im Jahr 1874 in die Hauptstadt Lima geschafft und steht heute im Innenhof des Museo Nacional de Arqueología, Antropología e Historia del Perú. 

## Beschreibung

Graphische Reproduktion der Raimondi-Stele

Die Raimondi-Stele ist ein quaderförmiger Monolith aus poliertem Granit (198 cm hoch, unten 76 und oben 73 cm breit, 17 cm dick), auf dessen Frontseite ein symmetrisches Flachrelief eingraviert ist. 
Die Figur auf der Stele ist ein sich frontal präsentierendes anthropomorphes Wesen mit Raubtierzähnen und mit Greifvogelklauen an Händen und Füssen. In jeder Hand hält es ein Zepter, das aus Katzen und Schlangen gebündelt zu sein scheint. Auch am Gürtel hängen rechts und links je zwei Schlangen. Dominiert wird das Bild von einem riesigen Kopfputz, der übereinander getürmte Raubtierfratzen und strahlenförmig und gebogen austretende Haare oder Federn sowie Schlangen zeigt.

## Deutungsversuche
Darstellungen ähnlicher Figuren existieren auch in späteren Anden-Kulturen, so in der Wari-Kultur und in der Tiwanaku-Kultur, deren Ikonografie zumeist eine „frontal abgebildete Figur“ (englisch front-facing figure) zeigt, die von subsidiären im Profil abgebildeten Figuren umgeben ist, wie zum Beispiel am Sonnentor von Tiwanaku. Auch diese Figur (die in unzähligen Variationen existiert) trägt meist zwei längliche vertikale Objekte in den Händen, oft unter anderem eine Speerschleuder.
Eine Deutung der komplexen Stele ist schon deshalb nicht leicht, weil ihr genauer Standort und Fundzusammenhang nicht überliefert ist. Darüber hinaus sind in Chavín offensichtlich Darstellungen beliebt, die dem Betrachter ähnlich wie Kippfiguren unterschiedliche Bilder vermitteln.
Julio C. Tello sah Chavín als „Mutterkultur“ (cultura matriz) der peruanischen Zivilisation, die eine Ausstrahlung in den gesamten Andenraum und eventuell Wurzeln im Amazonastiefland gehabt habe. Er deutete die Stele als Darstellung eines Jaguargotts, eines Vorläufers der pan-andinen Schöpfergottheit Wiraqucha, die später im ganzen Inka-Reich verehrt wurde. Max Uhle meinte, es sei kein Kopfputz, sondern ein Hundertfüßer dargestellt, der in der Nazca-Kultur eine starke Gottheit symbolisiert und mehrfach auf bemalten Gefäßen dargestellt ist.
Heute wird meist davon ausgegangen, dass Chavín Teil eines elitären Kults und Wetterorakels war. Es sei kein singuläres Zeremonialzentrum gewesen, sondern habe sich in Interaktion mit anderen ähnlichen Zentren entwickelt (cultura síntesis). Federico Kauffmann Doig interpretierte in diesem Umfeld die Stele als Bild der fliegenden Katze (felino volador), die auch an anderer Stelle verehrt wurde, so in der Paracas-Kultur und bei den Inka als Gottheit Qun (Kon). 
Luis Guillermo Lumbreras hat durch seine erfolgreichen Ausgrabungen im Vorhof des „Alten Tempels“ wesentlich zum Verständnis des Chavín-Kultes beigetragen. Er zieht aus den mythischen Darstellungen von kaimanartigen Wesen auf dem Tello-Obelisk und auf der gefundenen Keramik den Schluss, dass in Chavín nicht eine Feliden-Gottheit, sondern wohl primär ein „Drachenwesen“ verehrt wurde, das „Herrscher über die Regenfälle und Trockenzeiten“ war. Zu dieser Erklärung kann die Raimondi-Stele allerdings nicht beitragen.